# 昆圖爾坎基區

昆圖爾坎基區（西班牙語：Distrito de Kunturkanki），是秘魯的一個區，位於該國南部庫斯科大區的卡納斯省，始建於1961年1月7日，面積376.19平方公里，海拔高度3,940米，2005年人口6,256，人口密度每平方公里17人。